# Грабова (Велюнський повіт)
Грабова (пол. Grabowa) — село в Польщі, у гміні Понтнув Велюнського повіту Лодзинського воєводства.
Населення — 79 осіб (2011).
У 1975-1998 роках село належало до Серадзького воєводства.

## Демографія
Демографічна структура станом на 31 березня 2011 року:
|          | Загалом | Допрацездатний вік | Працездатний вік | Постпрацездатний вік |
| -------- | ------- | ------------------ | ---------------- | -------------------- |
| Чоловіки | 43      | 8                  | 27               | 8                    |
| Жінки    | 36      | 7                  | 20               | 9                    |
| Разом    | 79      | 15                 | 47               | 17                   |